# نت سيرف
نت سيرف (بالإنجليزية: NetSurf)‏ هو متصفح ويب مفتوح المصدر مرخص تحت رخصة جنو العمومية، يعمل على RISC OS والأنظمة الشبيهة بيونكس مع حزمة أدوات جتك. يدعم نت سيرف يدعم مواصفات إتش تي إم إل 4 وصفحات الطرز المتراصة 2.1.